# Masarykovo náměstí (Nová Včelnice)
Masarykovo náměstí tvoří centrum města Nová Včelnice.

## Popis náměstí
Nalézá se zde kostel Nanebevzetí Panny Marie, novoetynský zámek, morový sloup z přelomu 17. a 18. století (postaven v letech 1699–1701 na paměť vítězství nad morem, který Nový Etynk postihl) s kopií sochy Panny Marie, jejíž originál je umístěn v kostele dle níž kostel dostal jméno. Na náměstí se nacházejí i další historické budovy, jimiž jsou farní úřad či místní zájezdní hostinec.
Před kostelem býval i tzv. bludný kámen, související s poutěmi na tomto náměstí, zajišťující šťastný návrat na toto místo, avšak tato stará tradice zanikla v průběhu druhé světové války.

## Zámek
Barokní zámek z konce 18. století nechal postavit na místě starší tvrze tehdejší majitel včelnického panství JUDr. Josef Hilgartner, rytíř z Lilienbornu.Jeho nejstarší část na hřebenu stráně svažující se na východ do rybníka "Mlýnského" jímž protéká potok kamenický, původem spadá asi do druhé polovice 17. století, proto nemá ani hražení ani opevnění. Nemá zvláštní historie, ani stavitelských zvláštností, ani dějinných památek. Slouží za obydlí správcovo a ve světové válce byl v něm zřízen vojenský lazaret. Snad i dříve tyto místnosti sloužily za nemocnici, jak lze se domnívati z nadpisu na pomníku, v louce při silnici štítenské r. 1860 postaveném a ukazujícím místo, kde „odpočívá přes 1000 bojovníků (francouzských), kteří v Novoetinské nemocnici v Pánu zesnuli r. 1813 a 1814."

## Nejbližší okolí
Je zde rovněž nový obchodní dům, nákupní středisko a přímo na rohu s ulicí k Jindřichovu Hradci poštovní úřad. Na severním konci náměstí je hotel Jelen a odbočující ulice k fotbalovému stadionu (kde funguje též letní kino), na němž se každoročně konají významné turnaje přesahující jihočeský kraj, dále vedoucí k městskému hřbitovu.
Ještě v devadesátých letech 20. století se z kostela Nanebevzetí Panny Marie, přes Masarykovo náměstí a kolem hotelu Jelen na místní hřbitov konaly běžně pohřební průvody s koňským spřežením a hudbou, jichž se účastnilo téměř celé město.

## Okolí náměstí
Poblíž druhého konce Masarykova náměstí, na straně pošty se nalézá původní synagoga, přestavěná ve stylu jihočeského baroka. Kolmá ulice z Masarykova náměstí kolem zámku a zámeckého (Mlýnského) rybníka vede ke starému židovskému hřbitovu a dále na Štítné (rodiště Tomáše Štítného ze Štítného). Židovský hřbitov za Zámeckým rybníkem a obcí při cestě na Zdešov a Štítné (u rozcestí), založený u tzv. Šibenného vrchu okolo roku 1800 s nejstaršími čitelnými nápisy podle datace z roku 1830, je v současné době opravován. Synagoga ve městě v ulici z Masarykova náměstí k nádraží ze začátku 19. století byla přestavěna na obytný dům (je však znatelnou sakrální stavbou).
U silnice od židovského hřbitova ke Štítnému se nalézá pohřebiště s kamenným křížem jednoho tisíce francouzských vojáků z napoleonských válek, kteří zde padli či zraněni zemřeli v někdejší novoetynské nemocnici, která se nalézala v části zámku. Místo s křížem je na pravé straně od silnice na Štítné, tabulka s popisem je na straně levé.
V blízkém lese najdeme, za tímto památným "polem", zajímavý rybník "Peruť" s hnízdišti vodního ptactva a živočichů (ondatry a kdysi i bobři).

## Pomník padlým
Celé Masarykovo náměstí je protáhlého tvaru, z něhož za zámkem k východu vybočuje čtvercový parčík s pomníkem padlým z obou světových válek. Původní žulový pomník s pískovcovým lvem zhotovila firma J.Hladík a Pánek z Jindřichova Hradce za 11 148 Kč, již v roce 1925, zednickou práci (základy pomníku), oplocení (mříž a sloupky) a úpravu okolí pomníku obstaral František Buchta z Nového Etynku za 7 325 Kč. Lomový kámen do základů daroval továrník Keller, písek a povozy M.Bednář, J.Doležal, Josef Němec a Marie Valdová ze Včelnice. Dne 25. července 1925 v předvečer slavnosti odhalení památníku obětem války sehrála Jednota divadelních ochotníků slavnostní představení "Žena legionářova" v sále hotelu Jana Kejsta u nádraží "při značné účasti občanstva domácího a hostů".
Následný den průvod Sokolů, legionářů, občanstva a spolků s hudbou od nádraží úzkokolejné dráhy přes celé Masarykovo náměstí dospěl přes náhlý silný déšť až k pomníku, kde bylo po mnoha projevech za zvuků národní hymny provedeno slavnostní odhalení, již za krásného letního počasí.
Nejen legionáři vzpomenuli i svého nejvyššího velitele "tatíčka Masaryka", který dlel tou dobou na návštěvě v sousedním Třeboňském politickém okrese.